# 385 до н. е.

## Події
- Кінець тиранії Поліалка у Ферах.
- Верховним королем Ірландії стає Енгус Туйрмех Темрах.
- Диктатор у Римі Авл Корнелій Косса призначив Цинцінната своїм заступником, начальником кінноти, під час війни з вольсками, латинами, герніками.
- Військовими трибунами з консульською владою в Римі стають — Луцій Квінкцій Цинціннат, Авл Манлій Капітолін, Публій Корнелій, Луцій Папірієм Курсор, Гай Сергій Фіденат Кроксон, Тіт Квінкцій Цинціннат Капітолін.
- Іллірійський цар Бардилліс підкорив Епір.
- В корейському королівстві Пекчє коронований Чинса.
- правитель міста-держави Кітіон Мелекиатон

## Народились
- Полісперхон — діадох.
- Фріна — відома давньогрецька гетера.

## Померли
- Аристофан — великий давньогрецький поет, «батько комедії».
- Фергус Фортамайл — верховний король Ірландії.
- Чхимрю — король Пекчє.